# Brego
Brego (traduit comme « gouvernant », « seigneur », « prince » ou « roi » de l'anglo-saxon) est un personnage fictif qui appartient au légendaire de l'écrivain britannique J. R. R. Tolkien et dont l'histoire est racontée dans les appendices du roman Le Seigneur des anneaux. C'est un rohir, fils d'Eorl le Jeune et le deuxième souverain du Royaume de Rohan.

## Histoire
Il naquit en l'an 2512 du Troisième Âge et eut trois fils : Baldor, Aldor et Éofor. Son père Eorl mourut lors d'un combat contre les orques et les Orientaux dans Le Plateau, en 2545 T. A., mais Brego réussit à les expulser de ce territoire.
Au cours de son règne, Brego transféra la cour d'Aldburg, dans l'Estfolde, à Edoras et laissa la première comme siège d'un des Maréchaux de la Marche, son fils Éofor. Les Dunlendings furent expulsés de nouveau au-delà de la rivière Isen et une défense s'établit dans ses gués.
En 2569 T. A., Brego acheva la construction du château de Meduseld en Édoras. L'année suivante et pendant la fête d'inauguration, son fils Baldor promit qu'il parcourrait le Chemin des Morts et ne revint jamais. Brego mourut de chagrin peu après la perte de son fils et de son autre fils Aldor, que l'on surnomma l'Ancien à cause de la longueur de son règne, lui succéda,.

## Création
Le personnage de Brego fut créé à la fin des années 1940, quand J. R. R. Tolkien interrompit la composition du chapitre « La dernière délibération » du Seigneur des Anneaux pour créer une liste des rois de Rohan. Au début des années 1950, il commença à écrire l'histoire de la Maison d'Eorl pour les appendices du roman et dès la première version, l'histoire de Brego apparaît telle qu'elle sera publiée.

## Adaptations
Dans la trilogie cinématographique du Seigneur des Anneaux réalisée par le néo-zélandais Peter Jackson, le personnage d'Aragorn (interprété par Viggo Mortensen) chevauche quelquefois un cheval appelé Brego, apparemment en l'honneur de l'ancien roi. Lors de sa première rencontre avec le dúnadan, il lui dit qu'il porte un nom de roi. Ce cheval appartenait à Théodred, le fils unique du roi Théoden, qui mourut à cause des blessures reçues lors de la première bataille des Gués de l'Isen.

## Source
- (es) Cet article est partiellement ou en totalité issu de l’article de Wikipédia en espagnol intitulé « Brego » (voir la liste des auteurs).